# Podarkeopsis glabra
Podarkeopsis glabra är en ringmaskart som först beskrevs av Hartman 1961.  Podarkeopsis glabra ingår i släktet Podarkeopsis och familjen Hesionidae. Inga underarter finns listade i Catalogue of Life.